# Javi López (football, 2002)
Pour les articles homonymes, voir Javi López.
Javier "Javi" López Carballo, né le 25 mars 2002 à La Orotava en Espagne, est un footballeur espagnol qui évolue au poste d'arrière gauche à la Real Sociedad.

## Biographie

### En club
Né à La Orotava en Espagne, Javi López est formé par le Deportivo Alavés après avoir notamment évolué au CD Tenerife. Le 15 mars 2018, il prolonge son contrat avec son club formateur jusqu'en 2020. Il est considéré comme l'une des grandes promesses du club, la Juventus FC souhaitait d'ailleurs le recruter mais le Deportivo est parvenu à le retenir, le prolongeant même jusqu'en 2023,. Il est promu en équipe première à partir de la saison 2020-2021.
Le 20 mai 2022, Javi López prolonge son contrat avec le Deportivo Alavés, étant cette fois lié au club jusqu'en juin 2025.
Le 21 juillet 2024, Javi López rejoint la Real Sociedad en signant un contrat de six ans, soit jusqu'en juin 2030. Le transfert est estimé à 6,5 millions d'euros,.

### En sélection
Javi López représente l'équipe d'Espagne des moins de 17 ans, jouant un total de vingt rencontres. Avec cette sélection, il participe au championnat d'Europe des moins de 17 ans en 2019. Lors de cette compétition organisée en Irlande, il joue quatre matchs. Les espagnols se hissent jusqu'en demi-finale, où ils sont battus par les Pays-Bas (1-0). Quelques mois plus tard, toujours avec les moins de 17 ans, López participe à l'édition 2019 de la coupe du monde des moins de 17 ans, qui se déroule au Brésil. Titulaire, il prend part aux cinq matchs de l'Espagne durant ce tournoi, où il délivre deux passes décisives face au Tadjikistan (victoire 5-1 de l'Espagne). Les jeunes espagnols sont toutefois éliminés par la France en quarts de finale, sur un score large de six buts à un.
Il joue également avec les moins de 18 ans. Il participe à quatre matchs avec cette sélection, entre 2019 et 2020.
Javi López joue son premier match avec l'équipe d'Espagne espoirs le 21 mars 2024 contre la Slovaquie. Il entre en jeu à la place d'Álvaro Carreras et son équipe est battue par deux buts à zéro.